# Delosperma scabripes
Delosperma scabripes är en isörtsväxtart som beskrevs av L. Bol.. Delosperma scabripes ingår i släktet Delosperma, och familjen isörtsväxter. Inga underarter finns listade i Catalogue of Life.